# Molly Caudery
Molly Caudery (* 17. März 2000 in Truro) ist eine britische Leichtathletin, die sich auf den Stabhochsprung spezialisiert hat. 2024 feierte sie mit dem Gewinn der Goldmedaille bei den Hallenweltmeisterschaften in Glasgow ihren bisher größten sportlichen Erfolg. 

## Sportliche Laufbahn
Erste Erfahrungen bei internationalen Wettkämpfen sammelte Molly Caudery bei den U20-Europameisterschaften 2017 in Grosseto, bei denen sie mit übersprungenen 4,35 m die Silbermedaille hinter der Schwedin Lisa Gunnarsson gewann. Im Jahr darauf nahm sie erstmals an den Commonwealth Games im australischen Gold Coast teil und wurde dort mit einer Höhe von 4,30 m Fünfte. Bei den U20-Weltmeisterschaften in Tampere belegte sie mit 4,10 m den neunten Platz. Zudem nahm sie auch an den Europameisterschaften in Berlin teil, bei denen sie mit 4,20 m in der Qualifikation ausschied. 2021 gewann sie bei den U23-Europameisterschaften in Tallinn mit 4,45 m die Silbermedaille hinter der Tschechin Amálie Švábíková. Im Jahr darauf schied sie bei den Weltmeisterschaften in Eugene mit 4,20 m in der Qualifikationsrunde aus und gewann dann bei den Commonwealth Games in Birmingham mit 4,45 m die Silbermedaille hinter der Australierin Nina Kennedy. Daraufhin belegte sie bei den Europameisterschaften in München mit 4,55 m den siebten Platz. 2023 verbesserte Caudery ihre persönliche Bestleistung bei den Weltmeisterschaften in Budapest auf 4,75 m und belegte damit den fünften Platz. 2024 steigerte sie ihre Bestleistung in der Halle auf 4,86 m. Sie reiste damit als Weltjahresbeste zu den Hallenweltmeisterschaften in Glasgow, wo sie mit übersprungenen 4,80 m die Goldmedaille gewann. Im Mai siegte sie mit 4,73 m bei der Doha Diamond League und anschließend mit 4,84 m beim Ostrava Golden Spike. Im Juni musste sie sich bei den Europameisterschaften in Rom mit 4,73 m überraschend der Schweizerin Angelica Moser sowie Katerina Stefanidi aus Griechenland geschlagen geben. Kurz darauf übersprang sie in Toulouse 4,92 m und löste damit Holly Bradshaw als britische Rekordhalterin ab. Bei den Olympischen Spielen 2024 in Paris scheiterte sie, als Medaillenkandidatin gehandelt, bereits in der Qualifikation an ihrer gewählten Einstiegshöhe 4,55 m.
2025 belegte sie bei den Hallenweltmeisterschaften in Nanjing mit 4,70 m den vierten Platz.
In den Jahren 2023 und 2024 wurde Caudery britische Meisterin im Stabhochsprung im Freien sowie 2018 und 2024 in der Halle. Sie studiert Sportwissenschaften am Truro and Penwith College.